# Sandbiense
| Era Eratema | Periodo Sistema | Época Serie         | Edad Piso                  | Inicio, en millones de años |
| ----------- | --------------- | ------------------- | -------------------------- | --------------------------- |
| Paleozoico  | Pérmico         | Pérmico             | Pérmico                    | 298,9±0,15                  |
| Paleozoico  | Carbonífero     | Carbonífero         | Carbonífero                | 358,86±0,19                 |
| Paleozoico  | Devónico        | Devónico            | Devónico                   | 419,62±1,36                 |
| Paleozoico  | Silúrico        | Silúrico            | Silúrico                   | 443,1±0,9                   |
| Paleozoico  | Ordovícico      | Superior / Tardío   | Hirnantiense Hirnantiano   | 445,2±0,9                   |
| Paleozoico  | Ordovícico      | Superior / Tardío   | Katiense Katiano           | 452,8±0,7                   |
| Paleozoico  | Ordovícico      | Superior / Tardío   | Sandbiense Sandbiano       | 458,2±0,7                   |
| Paleozoico  | Ordovícico      | Medio               | Darriwiliense Darriwiliano | 469,4±0,9                   |
| Paleozoico  | Ordovícico      | Medio               | Dapingiense Dapingiano     | 471,3±1,0                   |
| Paleozoico  | Ordovícico      | Inferior / Temprano | Floiense Floiano           | 477,1±1,2                   |
| Paleozoico  | Ordovícico      | Inferior / Temprano | Tremadociense Tremadociano | 486,8±1,5                   |
| Paleozoico  | Cámbrico        | Cámbrico            | Cámbrico                   | 538,8±0,6                   |

El Sandbiense o Sandbiano es el primer piso y edad del Ordovícico Superior/Tardío en la escala temporal geológica. Sucede al Darriwiliense (último piso del Ordovícico Medio) y precede al Katiense. Se inició hace unos 458,2 millones de años y terminó hace unos 452,8 millones de años.
El nombre Sandbiense fue introducido para el piso y edad por los geólogos Bergström y colaboradores en 2006, procede de la comuna de Södra Sandby (municipio de Lund, provincia de Escania, Suecia).

## Sección estratotipo y punto de límite global (GSSP)
La sección estratotipo y punto de límite global (GSSP) para la base del piso Sandbiense, y por tanto del Ordovícico Superior, está situado en la sección del arroyo Sularp, en el parque de Fågelsång, en la comuna de Södra Sandby (municipio de Lund, provincia de Escania, Suecia). Se caracteriza por la primera aparición del  graptolito Nemagraptus gracilis. El GSSP fue aprobado, como base de la serie Ordovícico Superior, por la Comisión Internacional de Estratigrafía y ratificado posteriormente por la Unión Internacional de Ciencias Geológicas en 2002, mientras que el nombre del piso fue aprobado y ratificado en 2006.
El techo del Sandbiense se define por el GSSP de la base del Katiense, que se caracteriza por la primera aparición del  graptolito Diplacanthograptus caudatus.